# Menophra prouti
Menophra prouti är en fjärilsart som beskrevs av Sterneck 1928. Menophra prouti ingår i släktet Menophra och familjen mätare. Inga underarter finns listade i Catalogue of Life.